# Naby Soumah
Naby Capi Soumah (Conakry, 4 agosto 1985) è un ex calciatore guineano, di ruolo centrocampista.

## Palmarès

### Club

#### Competizioni internazionali
- Coppa della Confederazione CAF: 2

Sfaxien: 2007, 2008